# DiffServ Code Point
Differentiated Services Code Point (DSCP, Точка кода дифференцированных услуг) - элемент архитектуры компьютерных сетей, описывающий простой масштабируемый механизм классификации, управления трафиком и обеспечения качества обслуживания. DSCP может применяться, например, для снижения задержки чувствительного сетевого трафика вроде голосовой связи и потокового мультимедиа, тогда как остальной трафик будет идти без приоритизации.
DSCP использует 6-битное поле 8-битного IP-заголовка DS. Для IPv4 используется пространство устаревшего заголовка ToS, который разделён на поля DSCP и ECN. В терминологии IPv6 заголовок называется Traffic Class, логика его организации совершенно идентична.

Assured Forwarding (AF) Behavior Group
|                                        | Class 1 (наименьший) | Class 2        | Class 3        | Class 4 (наивысший) |
| -------------------------------------- | -------------------- | -------------- | -------------- | ------------------- |
| Низкий приоритет отбрасывания пакетов  | AF11 (DSCP 10)       | AF21 (DSCP 18) | AF31 (DSCP 26) | AF41 (DSCP 34)      |
| Средний приоритет отбрасывания пакетов | AF12 (DSCP 12)       | AF22 (DSCP 20) | AF32 (DSCP 28) | AF42 (DSCP 36)      |
| Высший приоритет отбрасывания пакетов  | AF13 (DSCP 14)       | AF23 (DSCP 22) | AF33 (DSCP 30) | AF43 (DSCP 38)      |

Class selector values
| DSCP | Binary  | Decimal |
| ---- | ------- | ------- |
| CS0  | 000 000 | 0       |
| CS1  | 001 000 | 8       |
| CS2  | 010 000 | 16      |
| CS3  | 011 000 | 24      |
| CS4  | 100 000 | 32      |
| CS5  | 101 000 | 40      |
| CS6  | 110 000 | 48      |
| CS7  | 111 000 | 56      |

Некоторые ссылки по DSCP:
- RFC 2474: Definition of the Differentiated Services Field (DS Field)
- Cisco: Implementing Quality of Service Policies with DSCP Архивная копия от 21 июля 2010 на Wayback Machine

## DiffServ RFCs
* RFC 2474—Definition of the differentiated services field (DS field) in the IPv4 and IPv6 headers
* RFC 2475—An architecture for differentiated services
* RFC 2597—Assured forwarding PHB group
* RFC 2983—Differentiated services and tunnels
* RFC 3086—Definition of differentiated services per domain behaviors and rules for their specification
* RFC 3140—Per hop behavior identification codes (Obsoletes RFC 2836)
* RFC 3246—An expedited forwarding PHB (Obsoletes RFC 2598)
* RFC 3247—Supplemental information for the new definition of the EF PHB (expedited forwarding per-hop behavior)
* RFC 3260—New Terminology and Clarifications for Diffserv (Updates RFC 2474, RFC 2475 and RFC 2597)
* RFC 4594—Configuration Guidelines for DiffServ Service Classes
* RFC 5865—A differentiated services code point (DSCP) for capacity-admitted traffic (updates RFC 4542 and RFC 4594)

### DiffServ Management RFCs
* RFC 3289—Management information base for the differentiated services architecture
* RFC 3290—An informal management model for differentiated services routers
* RFC 3317—Differentiated services quality of service policy information base